# Herbert W. Köhler

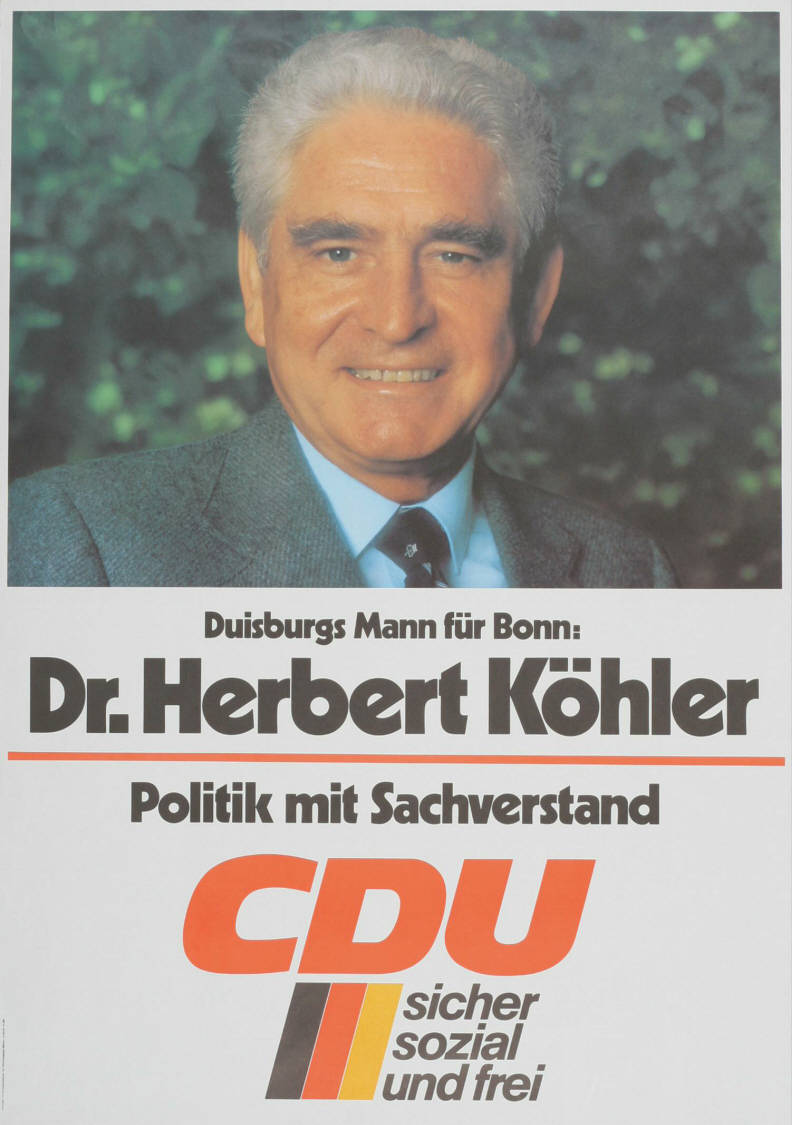
Kandidatenplakat zur Bundestagswahl 1980

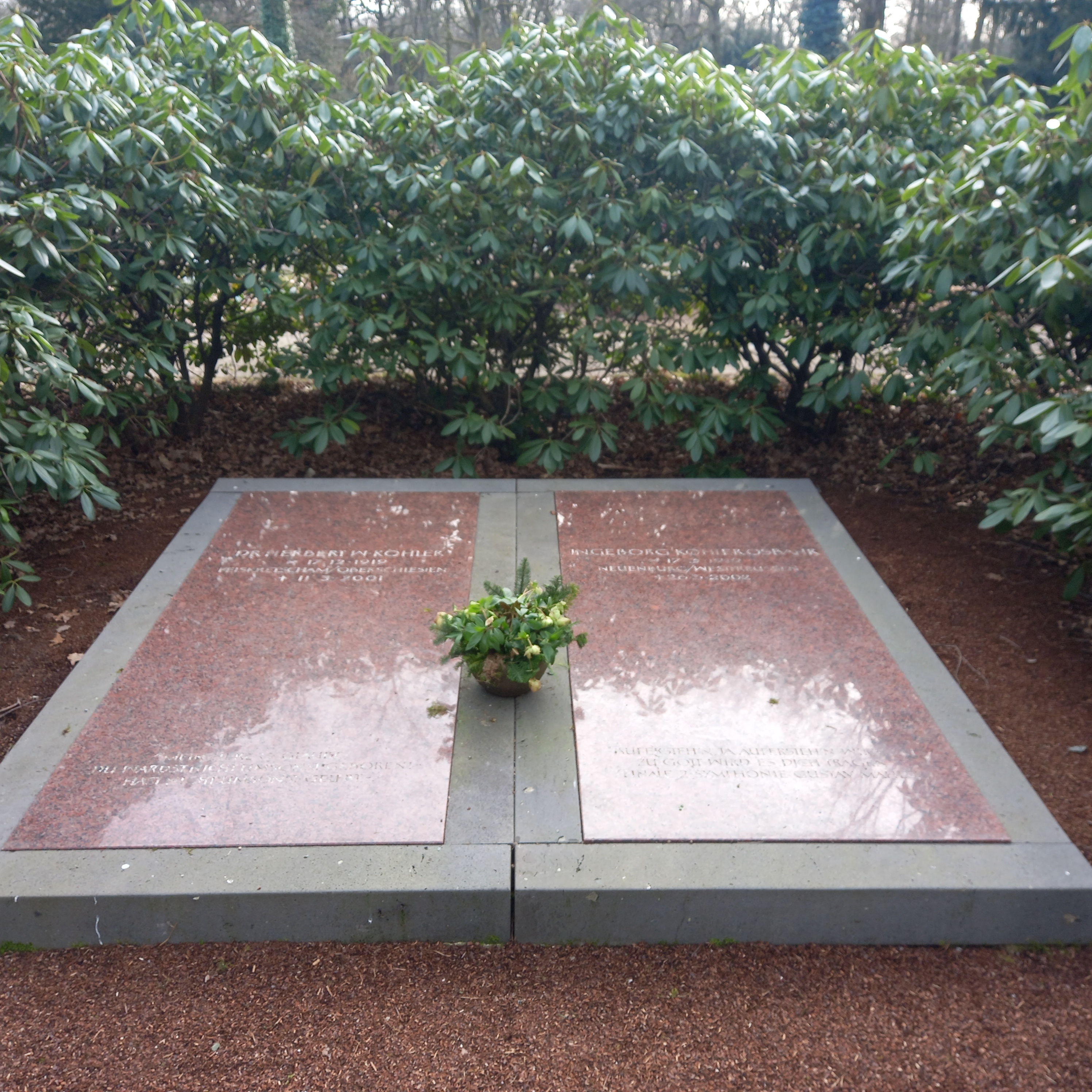
Das Grab von Herbert W. Köhler und seiner Ehefrau Ingeborg Köhler-Osbahr auf dem Waldfriedhof Duisburg

Herbert W. Köhler (* 17. Dezember 1919 in Peiskretscham, Oberschlesien; † 11. März 2001 in Duisburg) war ein deutscher Politiker der CDU. Er lebte in Duisburg.
Köhler studierte Rechtswissenschaft und Staatswissenschaften. Er beantragte am 15. Mai 1938 die Aufnahme in die NSDAP und wurde zum 1. September desselben Jahres aufgenommen (Mitgliedsnummer 6.963.496).
Er war Abgeordneter des Deutschen Bundestages von der 7. bis zur 10. Wahlperiode (1972 bis 1987). Vom 17. Juli 1979 bis zum 16. Januar 1981 war er auch Abgeordneter des ersten Europäischen Parlaments.
Er war 25 Jahre lang Geschäftsführender Vorstand der damaligen Wirtschaftsvereinigung Eisen- und Stahlindustrie und zwölf Jahre lang Mitglied des beratenden Ausschusses der Montanunion.
Von 1951 bis zu seinem Tod war Köhler mit Ingeborg Köhler-Osbahr (1919–2002) verheiratet. 1986 gründeten sie die Köhler-Osbahr-Stiftung zur Förderung von Kunst und Wissenschaft.

## Ehrungen
- 1980: Verdienstkreuz 1. Klasse der Bundesrepublik Deutschland
- 1987: Großes Verdienstkreuz der Bundesrepublik Deutschland
- 1989: Verdienstorden des Landes Nordrhein-Westfalen[4]
- 1994: Großes Verdienstkreuz mit Stern der Bundesrepublik Deutschland